# Prison 59
La prison 59 est un centre non officiel de détention pénitentiaire du gouvernement iranien qui se situe dans l'avenue Vali-e Asr à Téhéran, en Iran. Ce centre est administré par le corps de la Garde Révolutionnaire Islamique. Comme plusieurs autres centres de détention comme la prison de Towhid et Amaken, les prisonniers subissent un confinement de réclusion et d'isolement absolu.